# Torpeda Mark IV
Mark IV – amerykańska torpeda kalibru 450 mm przeznaczona dla okrętów nawodnych w wersji Mod 0, w wersji Mod 1 zaś dla okrętów podwodnych. W obu wariantach napędzana była sprężonym powietrzem przechowywanym pod ciśnieniem 2250 psi. Wykorzystująca je turbina zdolna była do nadania torpedzie maksymalnej prędkości 30 węzłów w przypadku Mod 0 oraz 29 węzłów w wariancie Mod 1. Maksymalny zasięg torpedy to odpowiednio 2000 jardów (1830 metrów) i 3000 jardów (2743 metrów). Torpeda kierowana była bezwładnościowo z żyroskopami Mark 4-3 i Mark 2-2 odpowiednio.
W 1904 roku zamówiono 50 sztuk torped Bliss-Leavitt 5m x 45cm Mark III, które weszły do służby w 1907 roku. 50 podobnych, lecz przystosowanych do wystrzeliwania z wyrzutni okrętów podwodnych torped Bliss-Leavitt 5m x 45cm Mark IV zamówiono w 1905 roku. W późniejszym czasie wszystkie torpedy Mark III przystosowano do standardu Mark IV Mod 1. W roku 1913 w ramach ogólnej zmiany klasyfikacji torped, Bliss-Leavitt 5m x 45cm Mark III otrzymała oznaczenie Mark IV Mod 0, Bliss-Leavitt 5m x 45cm Mark IV zaś Mark IV Mod 1.